# ثورفالد اولسن
ثورفالد اولسن (بالنرويجية البوكمول: Thorvald Olsen)‏ هو مصارع رياضي نرويجي، ولد في 30 يوليو 1889 في أوسلو في النرويج، وتوفي في 3 نوفمبر 1938.
أصبح بطل النرويج في فئة وزنه في أعوام 1912 و1914 و1915 و1918. وأصبح بطل الشمال في عام 1918. ومثل نادي IF Ørnulf. كما خاض جولتين في الألعاب الأوليمبية عام 1912، وكلتاهما ضد الفنلنديين.
كان أولسن عضوًا في مجلس إدارة اتحاد عمال الرياضة منذ إنشائه في مايو 1922. بعد إنشاء اتحاد عمال الرياضة في عام 1924، أصبح أولسن بطل عمال النرويج في المصارعة في أعوام 1925 و1927 و1928. شغل منصب عضو مجلس إدارة اتحاد عمال الرياضة من عام 1925 إلى عام 1927، ونائب عضو مجلس الإدارة من عام 1927 إلى عام 1928 ورئيسًا من عام 1928 إلى عام 1931. وكان مسؤولاً عن ترتيب سبارتاكياد الشتاء في عام 1928.
لم يكن نادي IF Ørnulf ناديًا رياضيًا للعمال، وبالتالي استقال أولسن من عضويته. ثم شرع في استبدال نادي المصارعة المتميز للعمال النقابيين، Fagforeningenes IF، الذي ترك اتحاد العمال الرياضي في عام 1926. أسس أولسن ناديًا جديدًا، Fagforeningenes IF av 1926، والذي حقق نجاحًا رياضيًا سريعًا. كان أولسن أيضًا مدربًا للمصارعة في نادي SK Sleipner.

## وصلات خارجية
- ثورفالد اولسن على موقع أوليمبيديا (الإنجليزية)